# 金澤匠
金澤 匠（かなざわ たくみ、1988年8月16日 - ）は、東京都出身の元俳優。俳優業引退後はハンドメイドアクセサリーの製作販売業を行っている。

## 来歴・人物
- 3歳から16歳まで子役として活動していた[1]。
- 所属事務所は劇団日本児童→インターネットプロダクションチュチュであった。
- 兄弟姉妹では妹がいる[2]。
- 1999年から2003年まで放映された人気昼ドラマ『キッズ・ウォー』シリーズで今井家の次男・浩を演じていたことで知られる。尚、同作品中で本人は腹踊りやブリーフ姿を披露した。
- 2021年7月1日、自身のTwitterにて俳優業を引退した理由について初めて言及した。高校2年生の頃に事故に遭い、その後遺症で長年苦しめられたという[3]。
- 2023年7月23日以降、自身のYouTubeチャンネルにて『キッズ・ウォー』シリーズのロケ地を20年ぶりに訪れ、当時の思い出を語る動画を公開している[4]。

## 主な出演

### テレビドラマ[5]
- さんかくはぁと 第1話（1995年1月9日, ANB）
- ウルトラマンティガ 第4話「サ・ヨ・ナ・ラ地球」（1996年9月28日, 毎日放送） - 田坂 ユウタ 役
- ウルトラマンダイナ 第12話（1997年11月22日, 毎日放送）- 少年 役
- 大河ドラマ 毛利元就（1997年、NHK） - 千代寿丸（毛利隆元の幼少期）役
- キッズ・ウォーシリーズ（1999年 - 2003年、中部日本放送） - 今井 浩 役

### 映画
- ホーホケキョ となりの山田くん（1999年）

### 舞台
- 34丁目の奇跡〜Here's Love〜（1998年11月 - 12月, 日本初演版）- トミー 役